# رامزاو بای برشتس گادن
رامزاو بای برشتس گادن (به آلمانی: Ramsau bei Berchtesgaden) یک شهر در آلمان است که در بایرن واقع شده است.

## خصوصیات
رامزاو بای برشتس گادن ۱۲۹٫۱۸ کیلومترمربع مساحت دارد ۶۷۰ متر بالاتر از سطح دریا واقع شده است.